# Clan toki
El Toki clan (土岐氏 'Toki-shi'?)  es un grupo de parentesco japonés.

## Historia
Los Toki afirman descender de Minamoto no Yorimitsu y Seiwa Genji.
Como gobernadores de la provincia de Mino durante el período Muromachi, Toki fue la sede del clan Toki. 
Los Toki fundaron templos budistas zen, incluidos Shōhō-ji  y Sōfuku-ji en la ciudad de Gifu .
Minamoto no Mitsunobu, descendiente de Yorimitsu de cuarta generación, se instaló en Toki; y tomó el nombre  Toki Yorisada, cuyo abuelo materno fue Hōjō Sadatoki, shikken del shogunato Kamakura, luchó contra la Dinastía del Sur con Ashikaga Takauji .[cita requerida]
From the Muromachi period to the Sengoku period, the Toki clan ruled Mino Province. Toki Yasuyuki was shugo (governor) of  Mino, Owari and Ise. When shōgun Ashikaga Yoshimitsu had tried to take Owari from him, Yasuyuki refused and fought for two years (1389–1391).[cita requerida]
Toki Shigeyori se puso del lado del clan Yamana durante la Guerra Ōnin y, en 1487, invadió la parte sur de la provincia de Ōmi. La línea principal de los Toki perdió sus posesiones en 1542 durante las guerras civiles que diezmaron la provincia de Mino. Toki Yorinari (entonces gobernador de Mino) fue derrotado por Saitō Dōsan.
Toki Sadamasa (1551-1597) obtuvo distinción luchando en las fuerzas del ejército de Tokugawa Ieyasu. En 1590, fue nombrado jefe del dominio Sōma (10.000 koku ) en la provincia de Shimōsa ). El hijo de Sadamasa, Toki Sadayoshi (1579-1618), fue trasladado en 1617 al dominio Takatsuki (30.000 koku ) en la provincia de Settsu. En 1619, sus descendientes fueron trasladados a Soma; en 1627 al dominio Kaminoyama en la provincia de Dewa ; en 1712 al dominio Tanaka en la provincia de Suruga ; y finalmente, de 1742 a 1868 en el dominio Numata (35.000 koku ) en ( provincia de Kōzuke ).

### Ramas de cadetes
Varios clanes afirman descender de los Toki, incluidos los Asano, Akechi, Seyasu, Ibi, Hidase, Osu, Tawara, Toyama, Fumizuki y Funaki.

## Seleccionar lista
Los primeros seis jefes de clan vivieron en Kioto y Settsu Tada antes de recibir la provincia de Mino. Los siguientes siete líderes de clan vivieron en Toki. Comenzando con Toki Yorisada, los jefes de clan también eran los shugo de la provincia de Mino.

### Ancestros anteriores a Mino
1. Emperador Seiwa (清和天皇): el 56.º emperador de Japón
2. Teijun Shinoh (貞純親王)
3. Tsunemoto Ō (経基王) - el sexto nieto del emperador Seiwa, Chinjufu Shogun derrotó a Taira Masakado
4. Tada Minamoto Mitsunaka (多田源満仲) - Fundador de Settsu Tada Genji
5. Minamoto no Yorimitsu (Raikō) (源頼光) – Chinjufu-shōgun, famoso con Oeyama Oni Taiji y Tsuchigumo
6. Minamoto Yorikuni (源頼国)

### Gobernantes iniciales de Mino
1. Minamoto no Kunifusa (源国房)
2. Minamoto no Mitsukuni (源光国)
3. Minamoto no Mitsunobu (源光信)
4. Minamoto no Mitsuki (源光基)
5. Toki Mitsuhira (土岐光衡)
6. Toki Mitsuyuki (土岐光行)
7. Toki Mitsusada (土岐光定)

### Sugode la provincia de Miño
1. Toki Yorisada (土岐頼貞) (1271-1339)
2. Toki Yoritō (土岐頼遠) (fallecido el 29 de diciembre de 1342)
3. Toki Yoriyasu (土岐頼康) (1318-3 de febrero de 1388)
4. Toki Yasuyuki (土岐康行) (fallecido el 8 de noviembre de 1404)
5. Toki Yoritada (土岐頼忠) (fallecido en 1397)
6. Toki Yorimasu (土岐頼益) (1351-1414)
7. Toki Mochimasu (土岐持益) (1406-1474)
8. Toki Shigeyori (土岐成頼) (1442-1497)
9. Toki Masafusa (土岐政房) (1457-12 de septiembre de 1519)
10. Toki Yoritake (土岐頼武) (1488-1536)
11. Toki Yorinari (土岐頼芸) (1502-28 de diciembre de 1582)
12. Toki Yorizumi (土岐頼純) (1524-28 de diciembre de 1547)
13. Toki Yorinari (fue shugo dos veces)